# Pourquoi maman est dans mon lit ?
Pour plus de détails, voir Fiche technique et Distribution.
Pourquoi maman est dans mon lit ? est un film français de Patrick Malakian sorti en 1994.

## Synopsis
Antoine, un jeune garçon de onze ans, vit heureux avec sa mère Véronique, son père Pierre et sa grande sœur Cathy. Mais la vie de ses parents va être bouleversée lorsqu'un jour Antoine vole un blouson dans un magasin de vêtements à la suite d'un pari avec ses copains. Pensant que le manque d'argent soit la principale cause du délit, sa mère Véronique décide de recommencer à travailler comme standardiste dans une agence de publicité. Mais très vite, son salaire dépasse celui de son mari, Pierre. Ce dernier est gêné par la situation où sa femme gagne plus que lui. La relation dans le couple devient délicate, entraînant par la suite dispute, séparation... Antoine se sent responsable et tente alors de corriger son erreur, pour que tout redevienne comme avant.

## Fiche technique
- Titre : Pourquoi maman est dans mon lit ?
- Réalisation : Patrick Malakian
- Scénario : Jean-Luc Seigle et Catherine Hertault
- Photographie : Régis Blondeau
- Montage : Françoise Bonnot
- Musique : Éric Lévi
- Production : Alain Poiré
- Société de production : Gaumont
- Pays :  France
- Format : couleur (Eastmancolor)
- Genre : comédie
- Durée : 92 minutes
- Date de sortie : 
  -  France - 6 juillet 1994

## Distribution
- Gérard Klein : Pierre
- Marie-France Pisier : Véronique
- Jean-Michel Dupuis : Georges
- Benjamin Chevillard : Antoine
- Lisa Martino : Cathy
- Consuelo de Haviland : Lucie
- Isabelle Nanty : Mademoiselle Bachofner
- Olivier Siou : Simon
- Sophie Desmarets : Mamie Jeanne
- Jean Darie : Papy Charles
- Isabelle Alexis : mademoiselle Sandra Grange
- Mathieu Busson : Jean-Philippe
- Nathalie Courval : la patronne
- Thierry Heckendorn : le professeur
- Myriam Moszko : Jacqueline
- Hervé Jouval[1]